# Papuapsylla dubia
Papuapsylla dubia är en loppart som beskrevs av Mardon 1976. Papuapsylla dubia ingår i släktet Papuapsylla och familjen Stivaliidae. Inga underarter finns listade i Catalogue of Life.